# ترخس أثيوبي
ترخس أثيوبي (الاسم العلمي:Trechus aethiopicus) هو نوع من الحشرات يتبع جنس الترخس من فصيلة الخنافس الأرضية.